# Cidariophanes guaparia
Cidariophanes guaparia är en fjärilsart som beskrevs av William Schaus 1901. Cidariophanes guaparia ingår i släktet Cidariophanes och familjen mätare. Inga underarter finns listade i Catalogue of Life.